# Vladimir Maksimov (forfatter)
 For alternative betydninger, se Vladimir Maksimov. (Se også artikler, som begynder med Vladimir Maksimov)
Vladimir Jemeljanovitj Maksimov (russisk: Владимир Емельянович Максимов, oprindeligt Лев Алексеевич Самсонов (Lev Aleksejevitj Samsonov), født 27. november 1930, død 26. marts 1995) var en sovjetisk/russisk forfatter og redaktør, som var en af de førende skikkelser i udlandet inden for den sovjetiske dissidentbevægelse før og efter kommunismens fald.
Maksimov debuterede i 1956 med romanen Поколение на часах (Generation til tiden). Han skrev en række andre romaner og opnåede efterhånden høj status i Sovjetunionens litterære kredse. Imidlertid skrev han i begyndelsen af 1970'erne et par romaner, der havde tydelige kristne budskaber, og disse bøger blev nægtet udgivelse i den kommunistiske stat, hvorpå Maksimov i lighed med andre systemkritiske forfattere forlod landet. Han slog sig ned i Paris, hvor han skrev videre og i øvrigt blev en aktiv del af den sovjetiske dissidentbevægelse. Han blev boende i Paris, også efter kommunismens fald, og han døde af cancer i 1995.